# MLAN
music Local Area Network (mLAN) ist ein FireWire-basiertes Protokoll für die Übertragung von mehrkanaligen Audio- und MIDI-Daten über ein Netzwerk. Es beinhaltet eine intelligente Verbindungsverwaltung, die es erlaubt, ohne größere Veränderungen an der Verkabelung einen komplexen Geräteverbund zu steuern. Um mLAN-Geräte an einen Computer bzw. eine Digital Audio Workstation anzuschließen, wird eine OHCI-konforme (oder kompatible) FireWire-Karte benötigt. Das Protokoll wurde ursprünglich von der Yamaha Corporation entwickelt und später lizenzfrei an Unternehmen vergeben.
Der Transport-layer von mLAN wurde als IEC 61883 standardisiert.
Die Entwicklung von mLAN wurde 2008 eingestellt. Es existieren keine Treiber für aktuelle Betriebssysteme wie Windows 7 / 64 bit.

## Unterstützte Geräte
- Yamaha 01X, Yamaha Motif, Yamaha Motif ES, Yamaha Motif XS, Yamaha S90, Yamaha S90 ES, Korg Triton